# 会津駒ヶ岳
会津駒ヶ岳（あいづこまがだけ）は、福島県南会津郡檜枝岐村にある標高2,133 mの山である。日本百名山の一つ。一等三角点「岩駒ケ岳」（標高2,132.4 m）設置。

## 概要
会津駒（あいづこま）の略称で親しまれている。単に「駒ヶ岳」と呼ばれることも多い。
頂上とその稜線は草原のようになっており、木道の敷設されている場所もある。山頂から北北西の中門岳方面への稜線には池塘が多く、高山植物が多い。
冬季には山スキーのメッカとなる。
2007年（平成19年）8月30日、尾瀬国立公園の一部として新たに国立公園に指定された。

## 歴史
残雪期に駒の形に見える雪形の現れることが「駒ヶ岳」という山名の由来とされる。江戸時代の文化年間に編纂された『新編会津風土記』では、駒嶽 夏秋ノ間残雪駒ノ形ヲナス処アリ、故に此名アリとある。
古くから信仰の対象の山であり、檜枝岐村、南会津町伊南地域には駒嶽神社がある。

## アプローチ

### 滝沢登山口
- 檜枝岐村内の国道352号から林道に分岐し、林道を約1.9 kmで登山口駐車場。登山口から駒ノ大池を経由して山頂まで約5.3 km、約3時間30分。

### その他の登山口
- キリンテ登山口：キリンテの国道352号から大津岐峠を経由し、稜線を縦走、山頂まで約7.8 km、約5時間。
- 御池登山口：尾瀬入口の御池近くの国道352号から大杉岳、大津岐峠を経由し、稜線を縦走、山頂まで約10.5 km、約6時間。

## 山頂からの眺望
南東に田代山、帝釈山、女峰山、男体山。南に日光白根山。南西に燧ヶ岳、至仏山、平ヶ岳。西に中ノ岳、越後駒ヶ岳。北に丸山岳、会津朝日岳が見渡せる。

## 山頂付近の花
田中澄江により花の百名山及び新・花の百名山に選定されている。
ショウジョウバカマ、アズマシャクナゲ、イワカガミ、イワイチョウ、ハクサンシャクナゲ、チングルマ、ハクサンコザクラ、タテヤマリンドウ、ワタスゲ、コバイケイソウ、キンコウカ、ミヤマリンドウ、イワショウブ、ミヤマキンポウゲなどの花が見られる。

## 関連画像

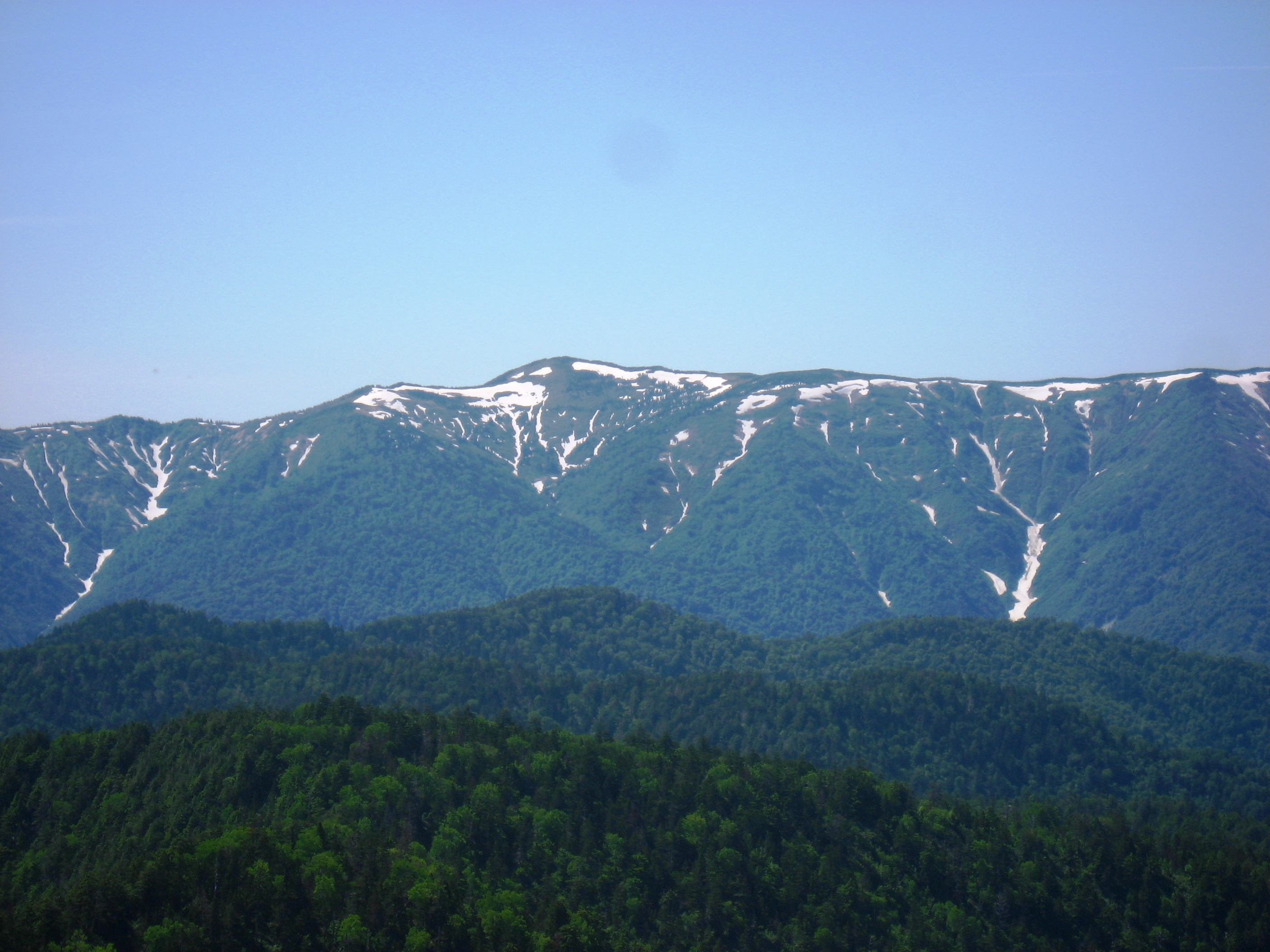
帝釈山から会津駒
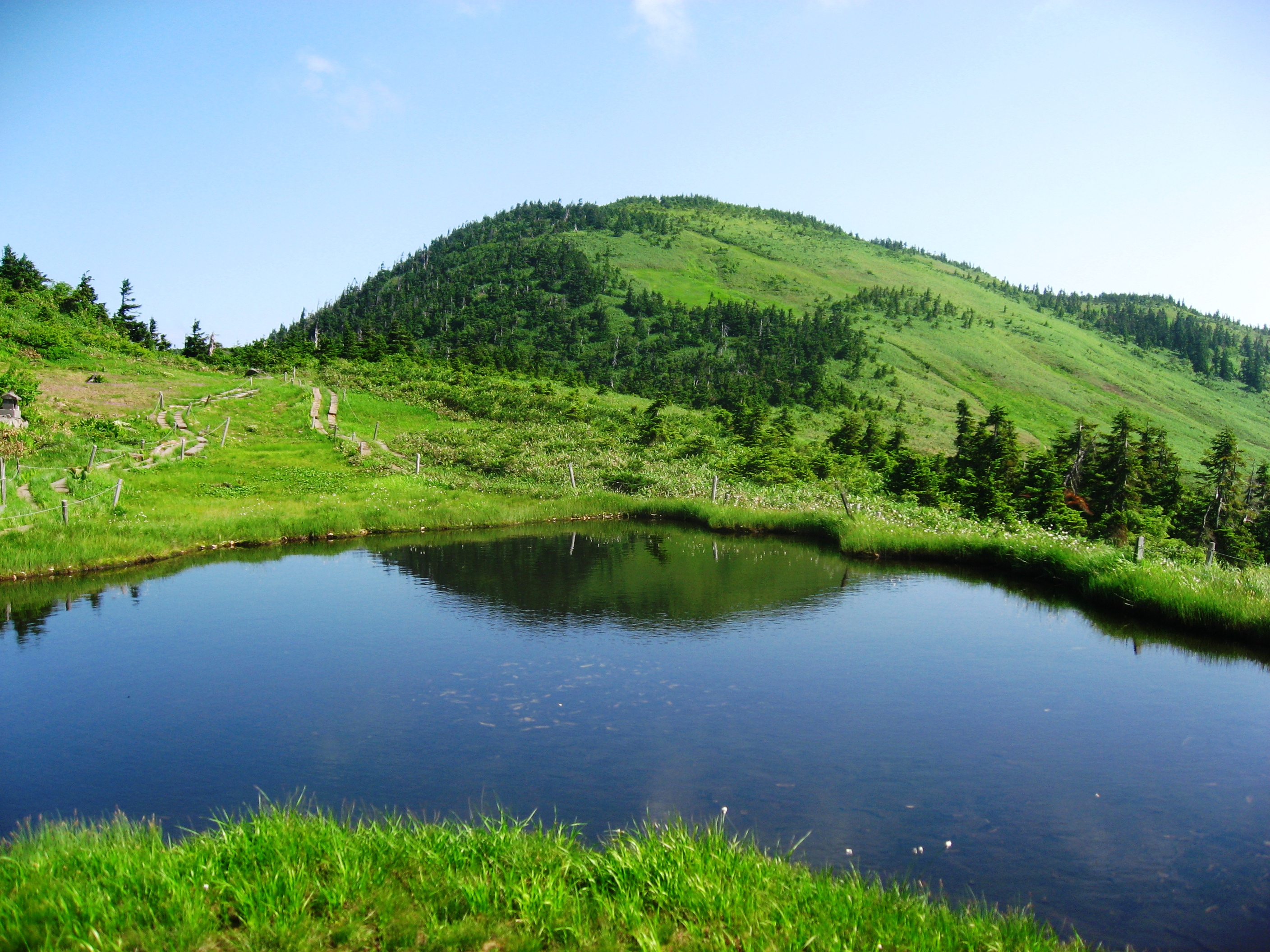
駒ノ大池から
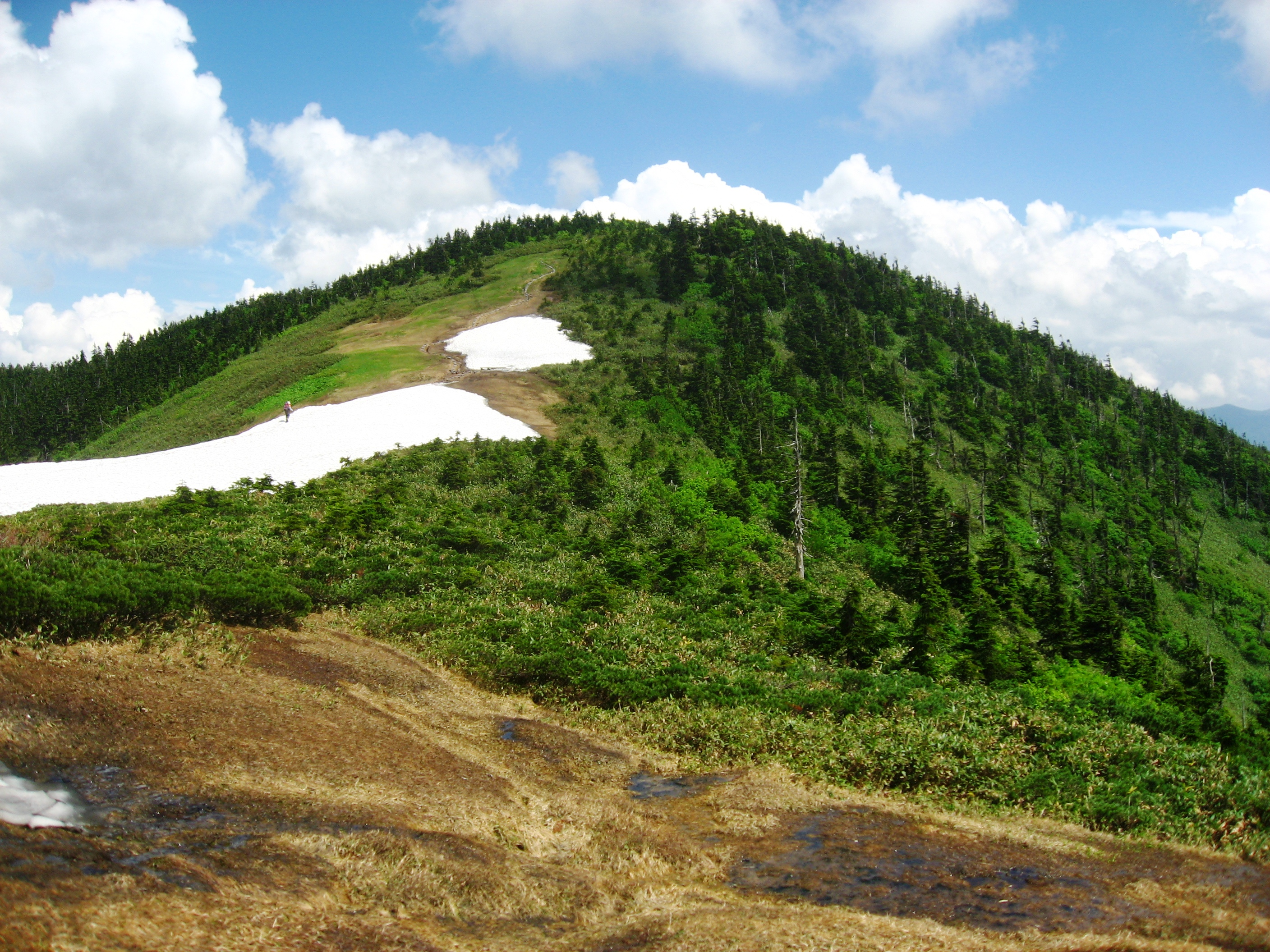
中門岳方面から
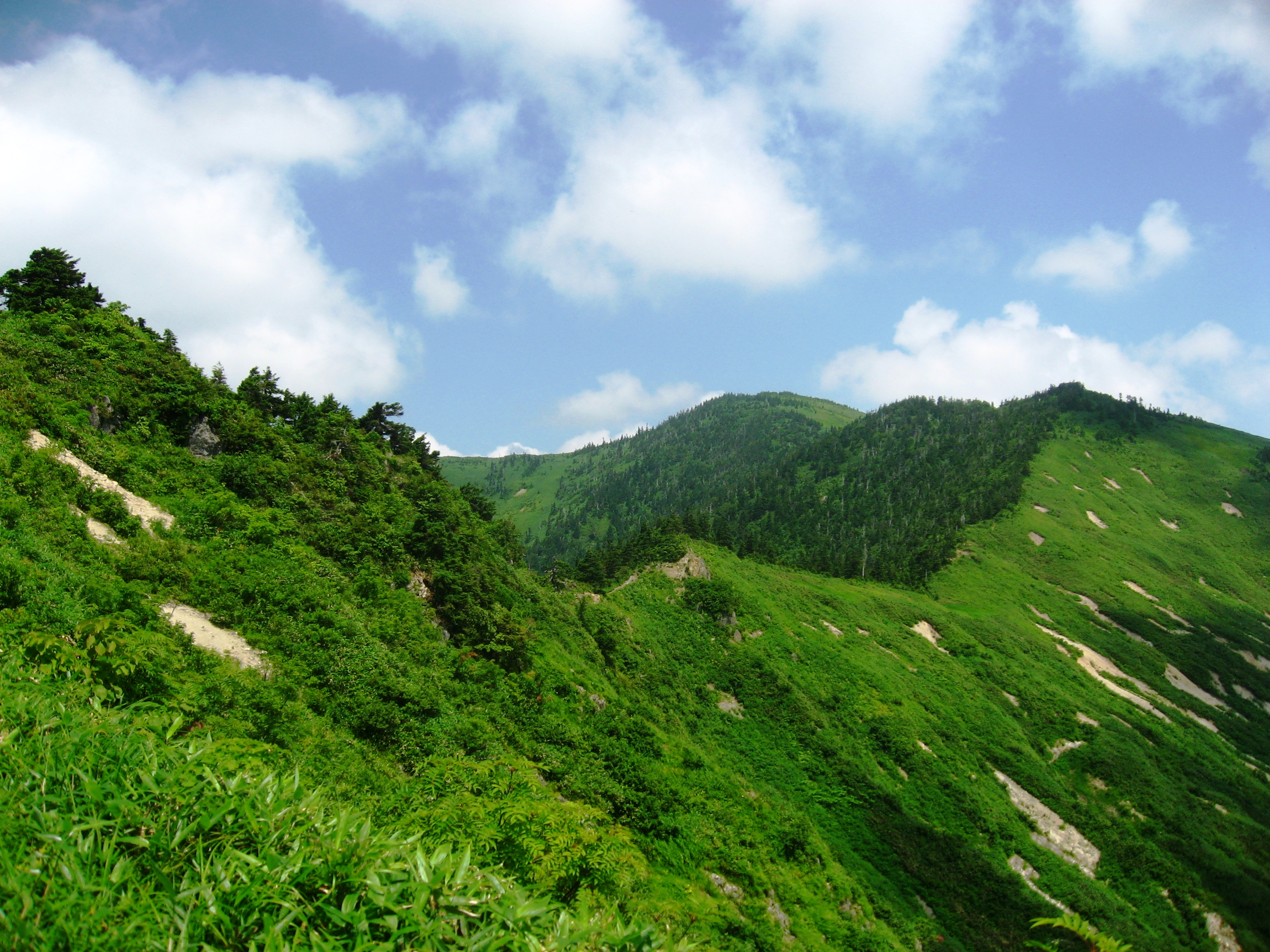
大津岐峠方面から
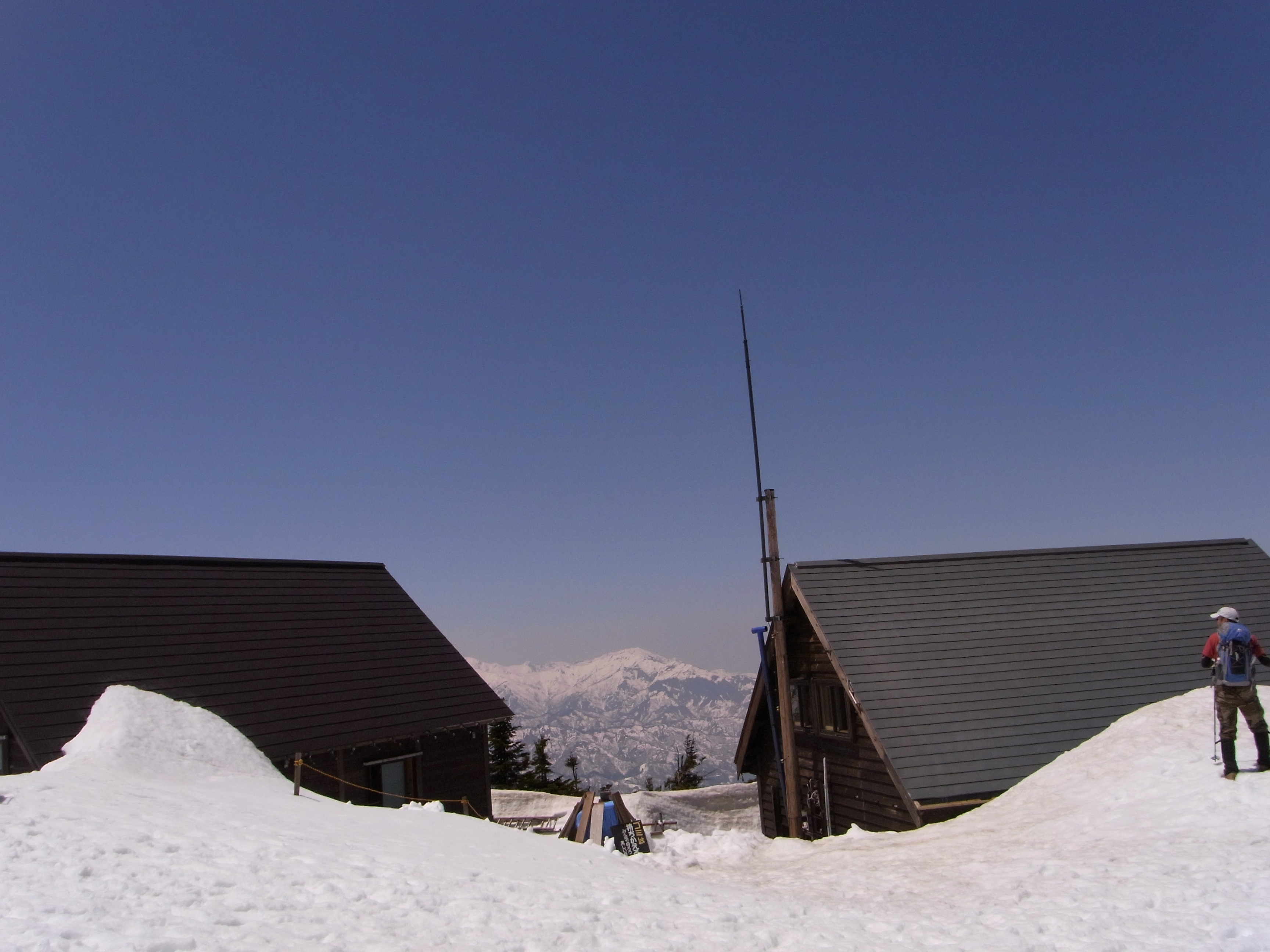
駒ノ小屋
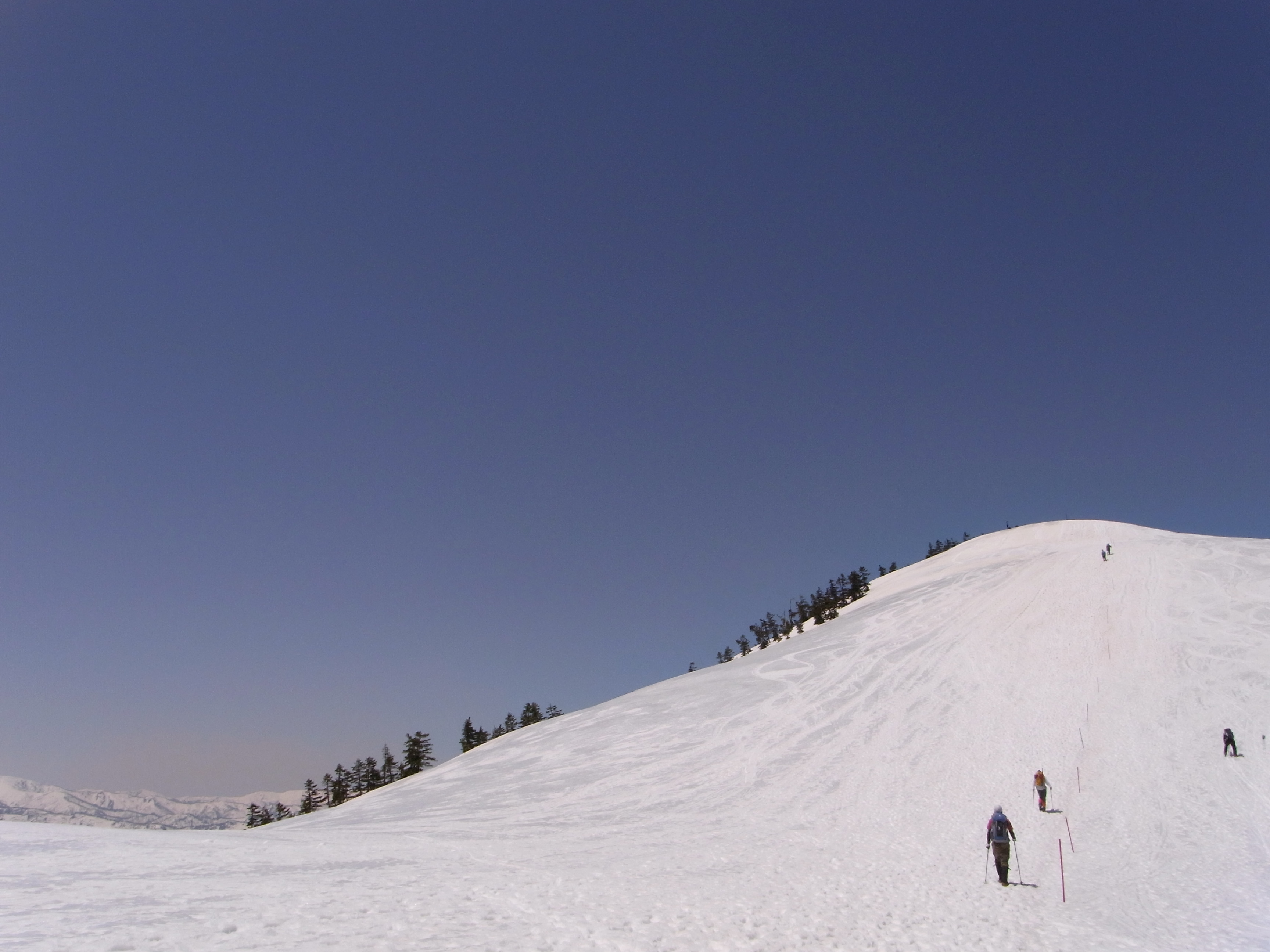
山頂付近